# 秋田県立博物館
秋田県立博物館（あきたけんりつはくぶつかん、Akita Prefectural Museum）は秋田県の考古、歴史、民俗、工芸、生物、地質を展示する総合博物館である。

## 概要
博物館は秋田県立小泉潟公園内にある。地上2階建て。1階の自然展示室には世界遺産白神山地の生物標本や、絶滅が危惧された田沢湖のクニマスの標本などが展示されている。2階の人文展示室では旧石器時代から現代までの秋田県の歴史を豊富な資料によって知ることができる。
このほか、「菅江真澄資料センター」と秋田県出身の偉人を紹介する「秋田の先覚記念室」が併設されている。なお、これらの常設展示室は入館無料である（有料の特別展が開催される場合も常設展示室は無料）。

## 展示内容

### 自然展示室
秋田の豊かな自然を「いのちの詩」（生物）と「大地の記憶」（地質）の2つのテーマで紹介している。生物の展示は自然林、里山、海などの自然環境毎に、地質の展示は時代をさかのぼる形で資料を配置している。

### わくわくたんけん室
様々な体験活動ができる展示室。工房で化石レプリカ作りや貝の標本づくり、たたみ染めなどが体験できる。

### 人文展示室
旧石器時代から、近現代までの秋田の歴史と人々の暮らしを紹介されている。ユニークな形の人面付き環状注口土器や、日本最大級の大型磨製石斧を初めとした貴重な実物資料が多数展示されている。映像や模型も活用して、秋田の歴史が紹介されている。また、縄文時代の竪穴建物や江戸時代の商家が原寸大で復元され、実際に中に入って当時の暮らしの雰囲気を体験できる。

### 秋田の先覚記念室
近現代に各分野で活躍した秋田ゆかりの人物152名について、業績やエピソード、遺品などが紹介されている。文献や調査記録などのコーナーもある。展示室には常設展示、企画展示、先覚ふれあい、情報資料の各コーナーがある。常設展示には秋田に生まれ日本や世界に飛躍した58名の先覚の業績や人柄を4つのブロックにまとめて紹介している。

### 菅江真澄資料センター
江戸時代の後期に秋田の自然と人々の営みを記録した菅江真澄の資料や記録を集積し、真澄研究の拠点とするために作られた施設。複製資料や映像で真澄の足跡を紹介する常設展示室、文献やDVDソフトを備えたスタディルーム、検索閲覧室などがある。

### 分館（旧奈良家住宅）
本館から男潟を挟んで1km北方にある。主屋は建築年代が明らかで当初の特徴をよく残していることから、1965年に国の重要文化財に指定されている。また、周囲には明治から大正にかけて建てられた付属屋も保存されている。
奈良家は弘治年間（1555年～1558年）に大和国の生駒山麓小泉村から現在の潟上市昭和豊川に移住し、江戸時代には約10km南の現在の場所に移転したものと伝えられている。現在の旧奈良邸住宅は宝暦年間（1751～1763年）に9代善正（善兵衛）によって建てられた。このときの、棟梁は土崎の間杉五郎八で、３年の歳月と銀70貫を費やしたといわれている。建物の両端が前面に突き出す形は両中門造りとよばれ、秋田県中央海岸部の代表的な農家建築である。奈良家の場合は正面左側が上手の中門（座敷中門）で右が下手の中門（厩中門）となっている。両中門と母屋を含む面積は424.05平方メートルである。秋田県内屈指の豪農としての格式の高さを知ることができる。
また、味噌蔵、座敷蔵、文庫蔵、南北米倉、明治天皇北野小休所（移築）、和風住宅など、明治から昭和にかけて建設された奈良家の付属施設もある。これらは、2006年（平成18年）3月に登録有形文化財に登録された。
奈良家に菅江真澄らの文人も滞在していた。そのときに、菅江真澄は久保田藩の藩主佐竹義和の家臣と会い久保田藩と縁ができた。その後、彼は藩主佐竹義和と拝謁した際に、出羽6郡の地誌をつくってほしいと頼まれた。それまで、ずっと漂泊していた彼は、その後は死ぬまで久保田藩に滞在するようになる。

## 沿革
- 1975年（昭和50年）5月5日 - 秋田県立博物館開館。初代館長は佐藤文夫。
- 1996年（平成8年）4月2日 - 「菅江真澄資料センター」と「秋田の先覚記念室」がオープン。
- 2004年（平成16年）4月29日 - リニューアルオープン。
- 2017年（平成29年）7月11日 - 皇太子徳仁親王・皇太子妃雅子夫妻が当館を訪れ、金足農業高校の生徒らがワラで履物を作る様子を見学[2]。

## 指定文化財
重要文化財（国指定）
- 人面付環状注口土器 潟上市昭和大久保 狐森遺跡出土 縄文時代
- 磨製石斧4箇 秋田県雄勝郡東成瀬村田子内 上掵遺跡（うわはばいせき）出土 縄文時代
- 旧奈良家住宅（分館）

## アクセス
- 鉄道：JR 奥羽本線・男鹿線 追分駅下車徒歩20分。
- バス：秋田中央交通五城目線「金足農業高校前」下車徒歩15分。
  - 秋田市マイタウンバス北部線（予約制の乗合ジャンボタクシー）金足コース「博物館前」下車。乗降場は1階玄関前。

※博物館前を通る路線バス（秋田中央交通堀内線）は廃止された。
- 車：秋田自動車道 昭和男鹿半島IC - 国道7号 - 秋田県道41号 - 秋田県道124号経由約4.5キロメートル
  - ほか